# Peperomia tetraphylla
Peperomia tetraphylla là một loài thực vật có hoa trong họ Hồ tiêu. Loài này được (G.Forst.) Hook. & Arn. miêu tả khoa học đầu tiên năm 1832.